# Sumporna jetra
Sumporna jetra (lat. Hepar sulfuris) je teško odrediva mješavina kalijevog sulfida, polisulfida, tiosulfata te bisulfida. Nekada je korištena u medicini kao lijek za kožne bolesti te artritis, dok se danas u vidu vodene otopine koristi za kemijsko bojenje srebra i bakra u tamno smeđu odnosno sivo crnu boju. Prirediti se može i taljenjem jednog dijela sumpornog cvijeta i jednog dijela kalijevog karbonata pri oko 250 °C temperature, uz odsustvo zraka. Ime joj dolazi od jetrenosmeđe boje svježeg pripravka. Korištena je i za toniranje crnobijelih fotografija. Jednako djeluju i natrijev, amonijev i kalcijev sulfid.
Po ruskim izvorima može se koristiti i u konzervaciji restauraciji arheoloških predmeta od bakra i njegovih slitina, za tretiranje predmeta s cikličkom kloridnom korozijom (amonijev sulfid).
Sukladno EU propisima sumporna jetra, odnosno njezine otopine, moraju na pakiranju imati oznake "nagrizajuće" i "štetno po okoliš".

## Vanjske poveznice
- textlog.de (njem.)

1. ↑   Белкин А.П., Нацкий М.В. Метод-обработки очагов "бронзовой болезни" медных сплавов сульфидами аммония // Реставрация памятников истории и культуры / ГБЛ, Информкультура / Экспресс-ингформация. - М., 1987. Вып. 3. - С. 6-8.